# Inez Magnusson
Inez Magnusson, även känd som Inez Johansson, egentligen Nikolina Teresia Magnusson, ursprungligen Nicolina Theresia Johannesdotter, född 26 februari 1897 i Ås församling i Jämtlands län, död 13 september 1953 i Oscars församling i Stockholm, var en svensk bedragare, en så kallad sol-och-vårare. 
Hon fälldes 22 oktober 1941 för 15 fall av bedrägeri och trolöshetsbrott. Magnusson beräknas ha lurat till sig belopp för tre miljoner kronor i dåvarande valuta (år 2005 motsvarande 60 miljoner kronor). Den nio månader långa rättegången drog till sig mycket uppmärksamhet och Magnusson kallades "Vampyren". Hon dömdes till fem och ett halvt års straffarbete och skadeståndsbelopp på 75 000 kronor. Hon har kallats Sveriges genom tiderna mest framgångsrika bedragerska.
Fallet med "Iskalla Inez" togs upp i SVT-serien Veckans brott i december 2014.

## Biografi
Magnusson var dotter till den utfattige torparen Johannes Olsen Gudding i Ås socken utanför Östersund. Hon bytte tidigt namn från Johannesdotter till Johansson. Hon flyttade 1918 till Stockholm, där hon en tid arbetade som hembiträde. Magnussons affärer under de följande åren är ofullständigt kända, men hon fick 1920 och 1921 två utomäktenskapliga söner, och mottog underhåll för dem från deras fäder. Hon började under denna tid använda förnamnet Inez, men gjorde ingen formell namnändring. 

### Utpressningsverksamhet
Hennes brottsliga karriär är ofullständigt känd, men hon ägnade sig tidigt åt utpressning. Hon prostituerade sig på ett pensionat tillhörigt Hanna Hedman, som senare blev hennes medbrottsling i utpressningsaffärerna. Bland de kunder hon hade nämns Ivar Kreuger. 
Förutom en regelrätt verksamhet som prostituerad, ägnade sig Magnusson också åt en annan form av sexuell affärsverksamhet. En vanlig metod var att inleda en sexuell förbindelse med en förmögen man. Hon meddelade honom sedan, att hon hade blivit gravid, och bad honom om pengar för aborten. Därefter bad hon, eller Hedman, om pengar för eftervård för skador orsakade av aborten, eller för mutor till personer som hade fått reda på den, eftersom aborter under denna tid var olagligt. Hanna Hedman brukade också enligt uppgift på eget initiativ fotografera samlagen och sedan utpressa männen genom att hota med att offentliggöra dem. 

### Bedrägerier
Inez Magnusson var under åren 1929–1939 gift med hotellägaren Charles Magnusson, men paret levde endast sporadiskt tillsammans. Kompanjonskapet med Hanna Hedman upphörde då Hedman inledde ett förhållande med journalisten Thyra Peterson, som ägnade sig åt utpressning av ett flertal personer och nu också började utpressa Magnusson. 
År 1936 lyckades Magnusson överta ett bolag vid namn Ima AB. Genom detta lyckades hon lura många kunder på pengar genom investeringsbedrägerier. Hon gjorde också försök att lura tyska staten på ett kontrakt med svenskt järnmalm, och judiska flyktingar från Tyskland på pengar genom passförsäljning, även om dessa affärer inte lyckades.

### Rättsligt efterspel
År 1940 blev hon slutligen anmäld och åtalad för bedrägeri. Rättegången tilldrog sig stor uppmärksamhet; Magnusson omnämndes som Vampyren och media rapporterade att "Halva adelskalendern passerar revy", men namnen på de medlemmar av adeln och överklassen hon anklagades för att ha utpressat och haft som kunder blev i många fall förtigna. 
En psykiatrisk bedömning fastställde att hon led av "moral insanity", något som gjorde att hon räknades som otillräknelig. Hon avtjänade straffet på Växjö kvinnofängelse. 
Hon frigavs 1947 och avled i tjocktarmscancer 1953. Magnusson är begravd på Skogskyrkogården i Stockholm.